# سباستیان مینار
سباستیان مینار (فرانسوی: Sébastien Minard‎؛ زادهٔ ۱۲ ژوئن ۱۹۸۲) دوچرخه‌سوار اهل فرانسه است.
از باشگاه‌هایی که در آن رکاب زده‌است می‌توان به آژ۲آر لا موندیال، آر.ای.ژ.تی. سمنس، و تیم دوچرخه‌سواری کوفیدیس اشاره کرد.